# Лонги, Джузеппе
Джузе́ппе Лонги (итал. Giuseppe Longhi; 13 октября1766, Монца — 12 января 1831, Милан) — художник академического направления, один из видных итальянских гравёров на меди, педагог. Работал в техниках офорта, резца и сухой иглы.

## Биография
Джузеппе родился в семье торговца шёлком и антиквара Карло Франческо Лонги и Чечилии Каронни, учился в духовной семинарии сначала в Челане, Бергамо, а затем в Монце и Милане.
Среди его учителей был будущий ректор Амброзианской библиотеки Антонио Мусси, который отметил его способности к рисованию и поощрял его развивать их, копируя работы старых мастеров. Помимо Мусси, значительную роль в художественном развитии молодого Лонги сыграл его дальний родственник Феделе Каронни, священнослужитель из Монцы, известный своим знанием древностей.
Завершив в 1786 году обучение гуманистическому направлению в Миланской семинарии, Лонги решил оставить церковную карьеру и посвятить себя искусству гравюры на меди. Несколько лет спустя, в 1790 году, в Академии Брера под руководством Винченцо Ванджелисти была основана Школа гравюры. Получив стипендию школы и добившись финансовой независимости, Джузеппе Лонги переехал в Милан, чтобы работать с Джузеппе Аппиани, главным реставратором галереи Брера. В Брера он учился у Джулиано Трабаллези и подружился с Андреа Аппиани, первым художником Наполеона в Италии. Джокондо Альбертолли, профессор орнаментального класса Академии Брера, заказал молодому студенту гравюру резцом — его первую работу, опубликованную в 1792 году и сразу же получившую признание.
В конце того же года Джузеппе Лонги отправился в Рим; он часто бывал в мастерской Рафаэля Моргена, изучал пластическую анатомию под руководством хирурга в госпитале Санто-Спирито. Вернувшись в Милан, он посвятил себя дальнейшему совершенствованию техники работы гравюры резцом. Он также усердно занимался рисунком и портретной миниатюрой, что принесло ему значительный финансовый успех.
В 1796 году Джузеппе Лонги встретился с Наполеоном Бонапартом, а в следующем году по заказу французского живописца А. Ж. Гро создал гравюру по его картине Битва на Аркольском мосту". Гравюра снискала успех и в 1798 году Лонги был назначен профессором гравюры резцом на меди в Академии изящных искусств Брера. Среди его учеников были Беретта, Эрнеста Бизи, Паоло Каронни, Гиберти, Капорали, Джузеппе Бизи, Якоб Фельзинг, Крюгер, Грунер, Стейнл, Гаравалья и Пьетро Андерлони.
В 1801 году он участвовал в работе Лионской комиции (Comizi di Lione), созванной первым консулом Бонапартом. В следующем году он отправился в Париж в компании Джузеппе Босси и Франческо Розаспины: он пробыл там два месяца, встречался со многими художниками, в том числе с Жаком-Луи Давидом и Николя-Анри Тардьё, Франсуа Жераром, Гро и гравёром Иоганном Георгом Вилле, а также посещая крупнейшие музеи.
Когда Наполеон прибыл в Милан для коронации в качестве короля Италии, Лонги был среди гостей церемонии и получил заказ на гравирование первых шести фрагментов росписей на тему «Фаст» Овидия, которые Аппиани к тому времени уже написал в Королевском дворце. В том же 1806 году он выполнил небольшой профильный портрет Наполеона, основанный на натурном рисунке, сделанном во время его пребывания в Лионе. Портрет был помещён на фронтиспис издания Итальянского гражданского кодекса того же года.
Творчество художника приобрело такую известность, что принесло ему бесчисленное количество заказов. Несмотря на загруженность, он также создавал работы, вдохновлённые собственным воображением; в 1813 году он завершил гравюру на меди «Галатея», над которой работал несколько лет. С 1818 по 1819 год он посвятил себя исключительно большой гравюре на меди «Обручение Девы Марии», опубликованной в 1820 году.
Его также увлекало гравированием по картинам Рафаэля и Леонардо да Винчи. В память о своём учителе и друге Аппиани он перенёс в гравюру автопортрет, написанный художником маслом несколькими годами ранее.
Последние годы жизни Джузеппе Лонги посвятил амбициозному проекту двухлистной гравюры по фреске «Страшный суд» Микеланджело, от которой сохранилось лишь несколько пробных оттисков.
Художник оставил после себя несколько теоретических трудов, важнейшим из которых является трактат «Халкография, или искусство гравюры на меди» (La chalcografia ossia l’arte d’incisione in rame, 1830) и неопубликованная рукопись, относящуюся ко второй части трактата (Милан, Амброзианская библиотека).
Художник скончался 2 января 1831 года от инсульта.
Его похороны состоялись в церкви Сан-Феделе, где художники Лонгена и Фумагалли, представлявшие Академию Брера, произнесли надгробную речь. Тело Джузеппе Лонги было погребено на кладбище Сан-Грегорио у ворот Порта Венеция, которое ныне не существует.

## Галерея

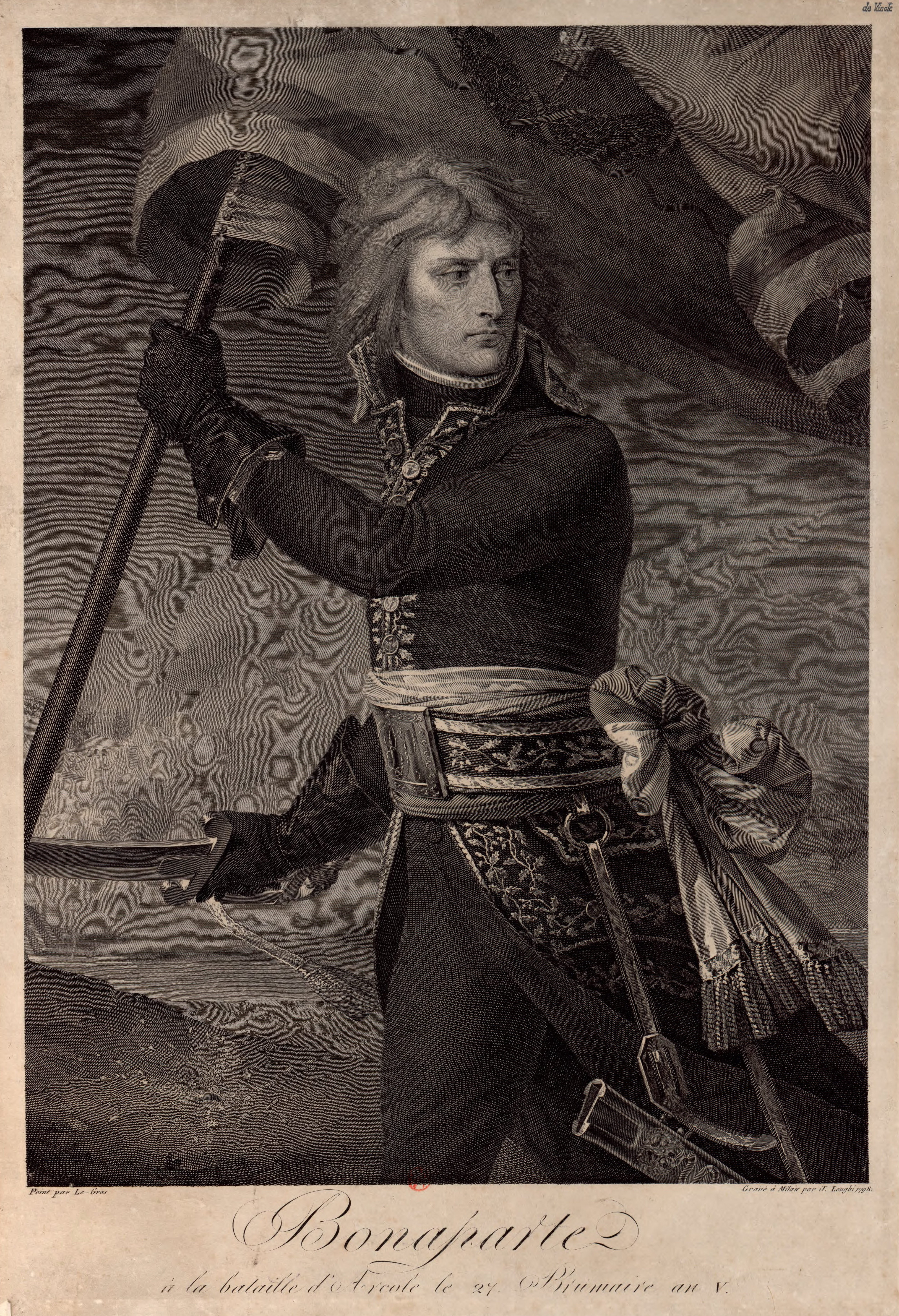
Битва на Аркольском мосту. По картине А. Ж. Гро. 1798. Гравюра резцом на меди
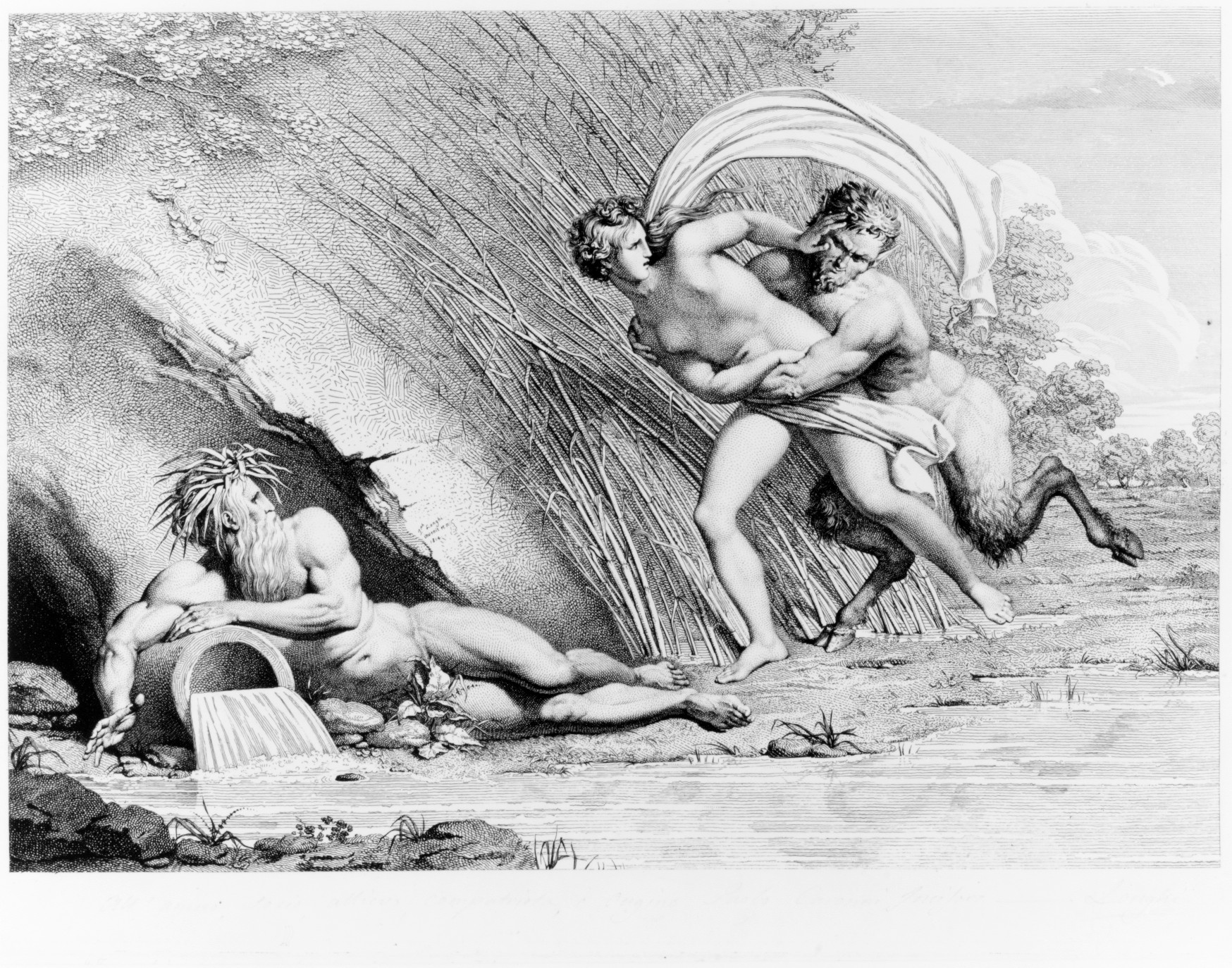
Пан и Сиринга. Офорт, резец
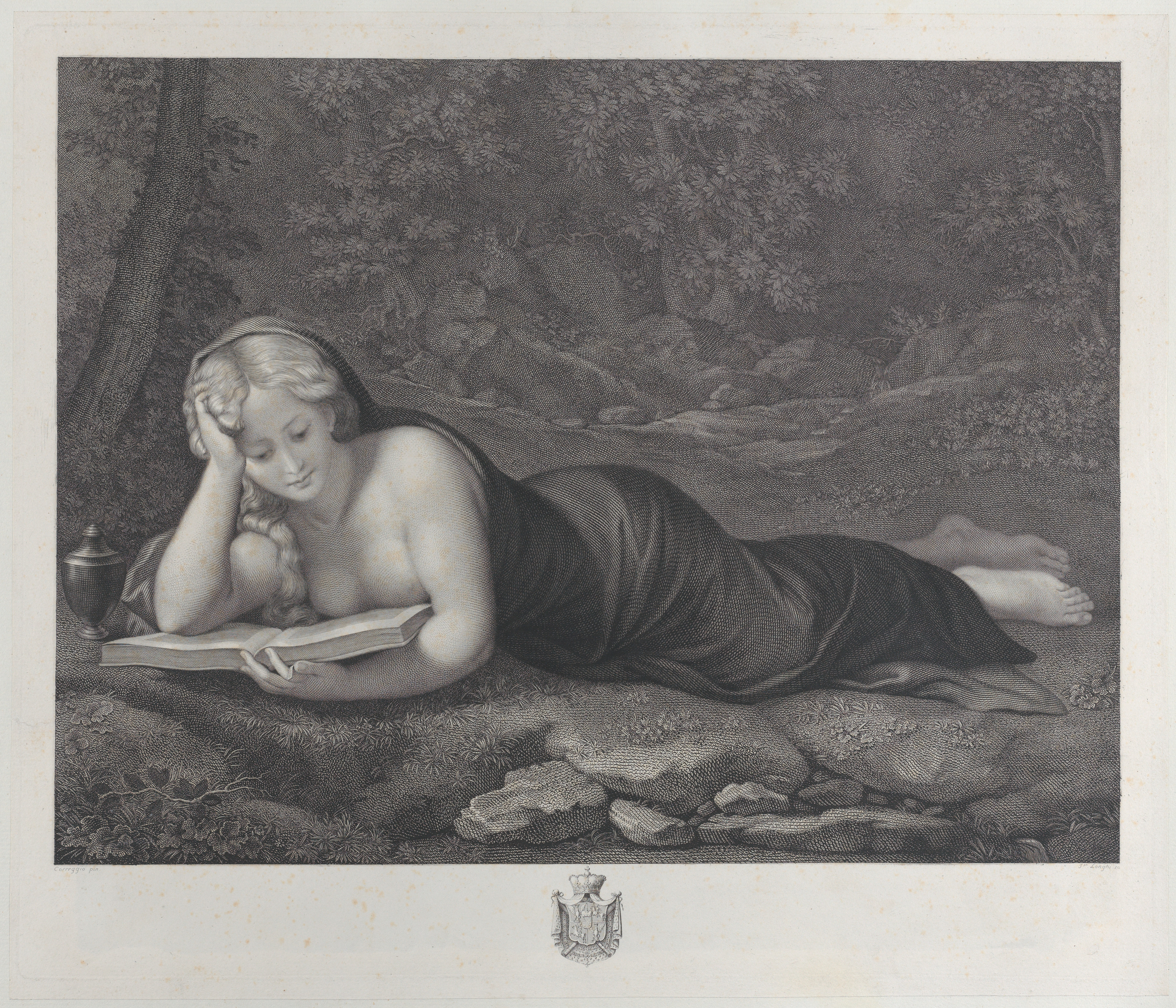
Мария Магдалина в покаянии в пустыне. По картине Корреджо. Ок. 1810. Гравюра резцом на меди
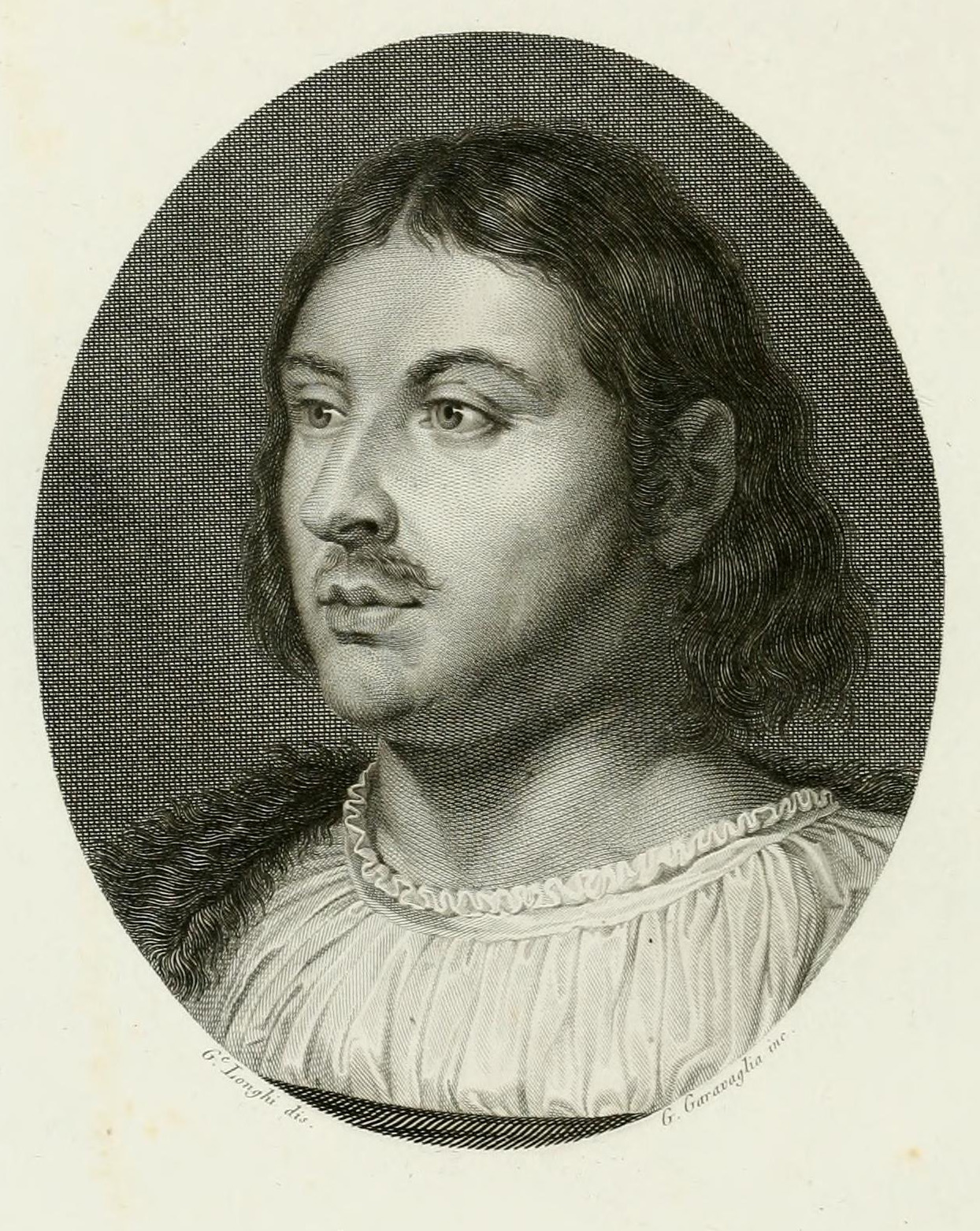
Джованни Бокаччо. Гравюра резцом Дж. Гаравальи по рисунку Дж. Лонги. 1812
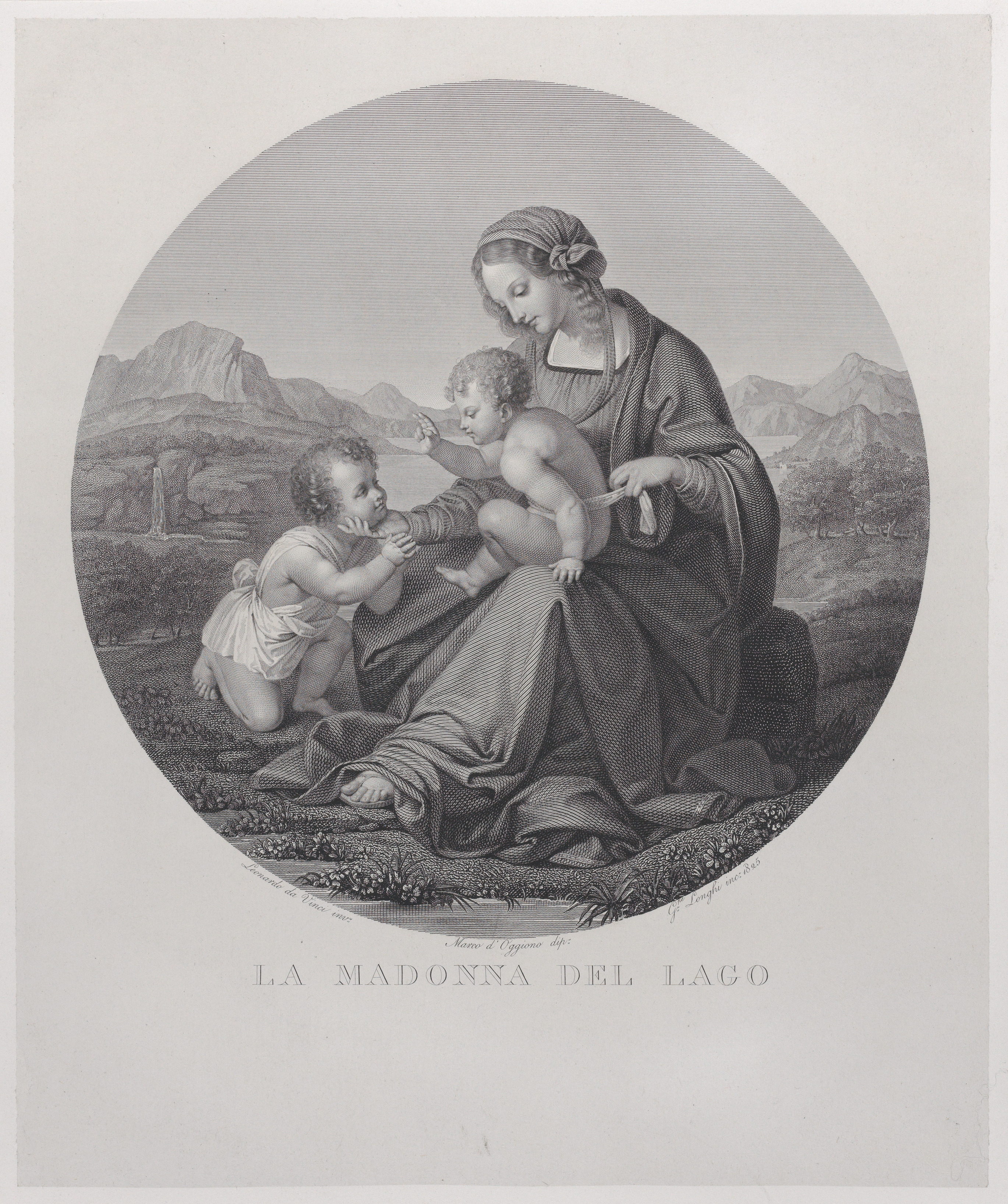
Мадонна с младенцами Иисусом и Иоанном Крестителем. Гравюра резцом по картине «Мадонна дель Лаго» (копии Марко д’Оджоно 1820 г. по оригиналу Леонардо да Винчи). 1825